# Stylatula
Genre
Veretillum est un genre de cnidaires, au sein de l'ordre des Pennatules et dans la famille des Virgulariidae.

## Liste d'espèces
Selon World Register of Marine Species (11 janvier 2016) :
- Stylatula antillarum Kölliker, 1872
- Stylatula austropacifica Williams, 2007
- Stylatula brasiliensis (Gray, 1870)
- Stylatula darwini Kölliker, 1870
- Stylatula diadema Bayer, 1959
- Stylatula elegans (Danielssen, 1860)
- Stylatula elongata (Gabb, 1862)
- Stylatula gracilis (Gabb, 1864)
- Stylatula kinbergi Kölliker, 1870
- Stylatula lacazi Kölliker, 1870
- Stylatula macphersoni Lopez Gonzalez, Gili & Williams, 2001
- Stylatula polyzoidea Zamponi & Pérez, 1997